# Vas (Itália)
Vas é uma comuna italiana da região do Vêneto, província de Belluno, com cerca de 864 habitantes. Estende-se por uma área de 17 km², tendo uma densidade populacional de 51 hab/km². Faz fronteira com Feltre, Lentiai, Quero, Segusino (TV), Valdobbiadene (TV).

## Demografia
| Variação demográfica do município entre 1861 e 2011                               |
|                                                                                   |
| Fonte: Istituto Nazionale di Statistica (ISTAT) - Elaboração gráfica da Wikipedia |